# マレンヌ

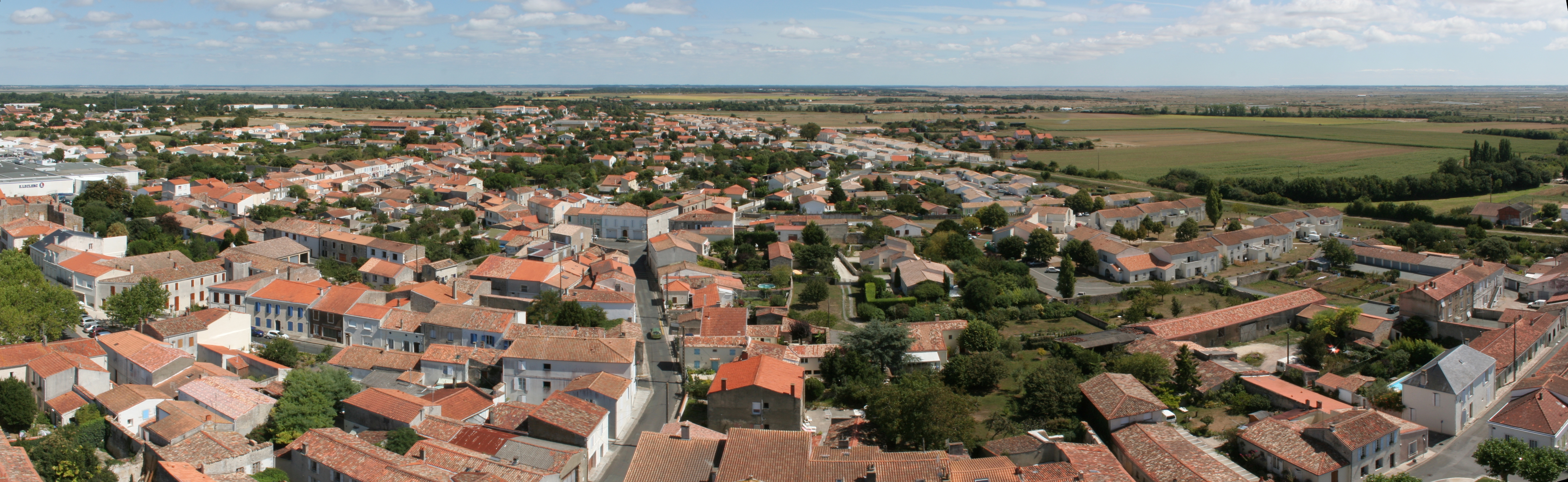
マレンヌ東側をのぞむ

マレンヌ （Marennes）は、フランス、ヌーヴェル＝アキテーヌ地域圏、シャラント＝マリティーム県の旧コミューン。

## 地理

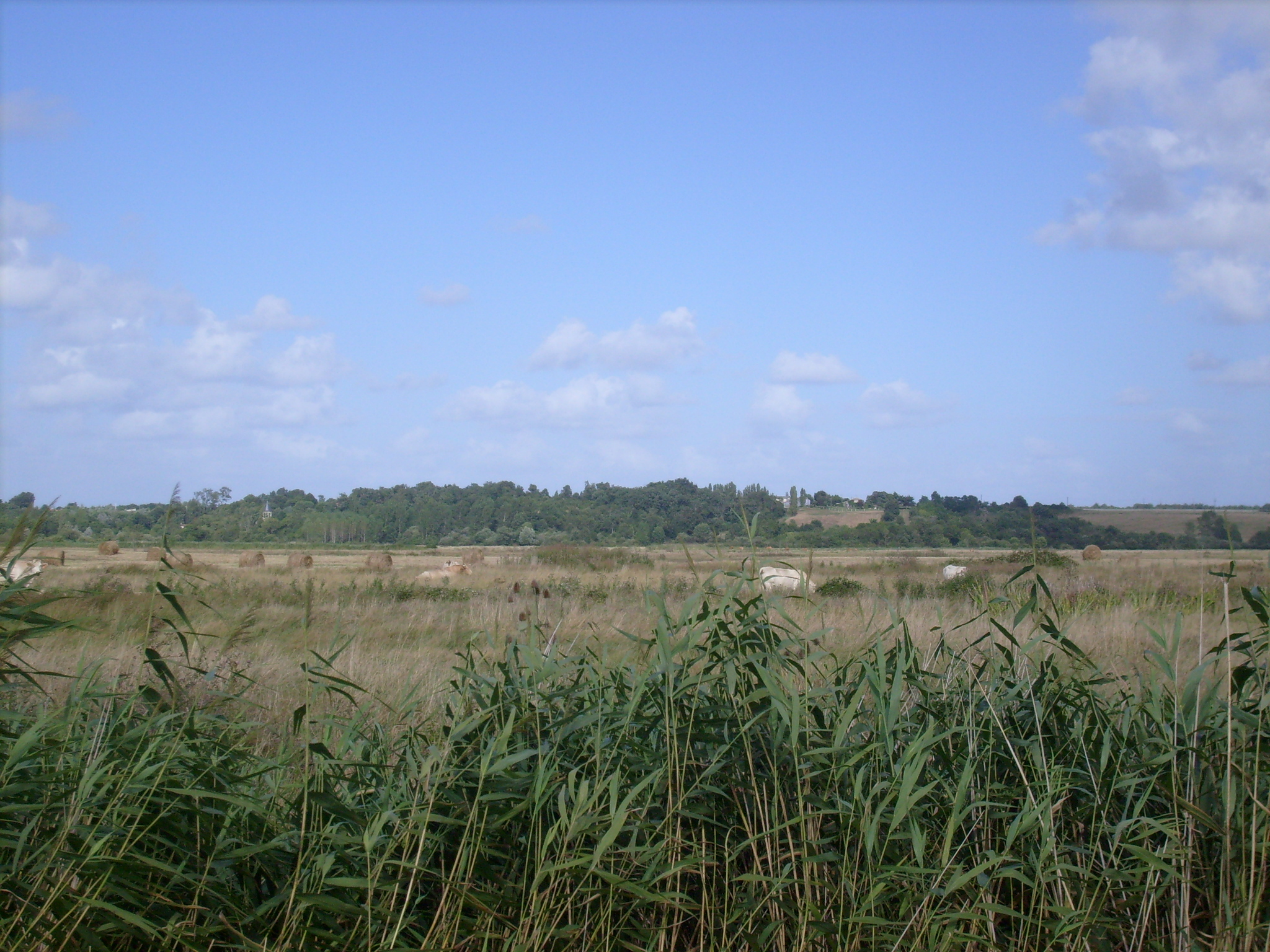
マレンヌの湿地帯

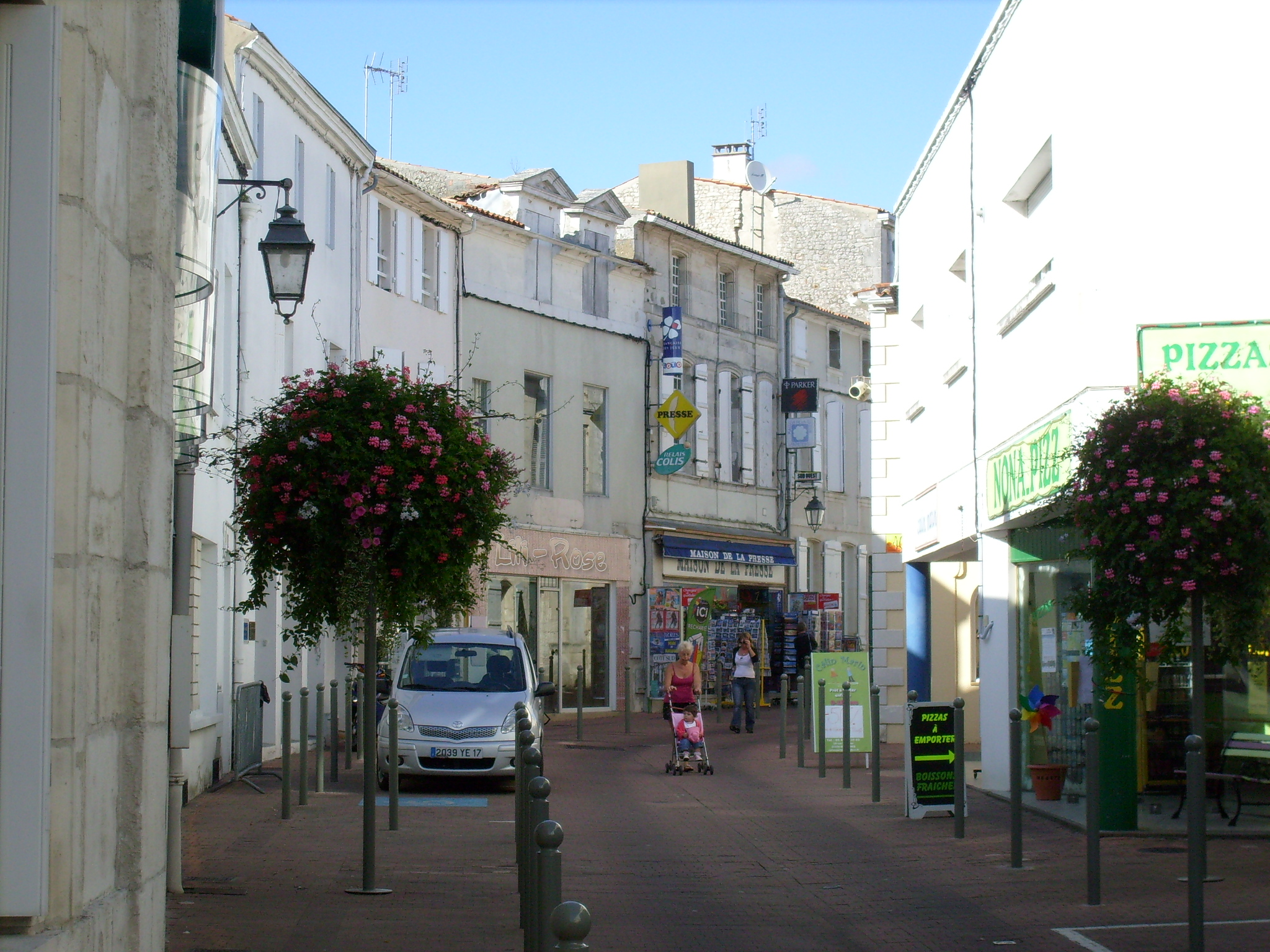
マレンヌ旧市街

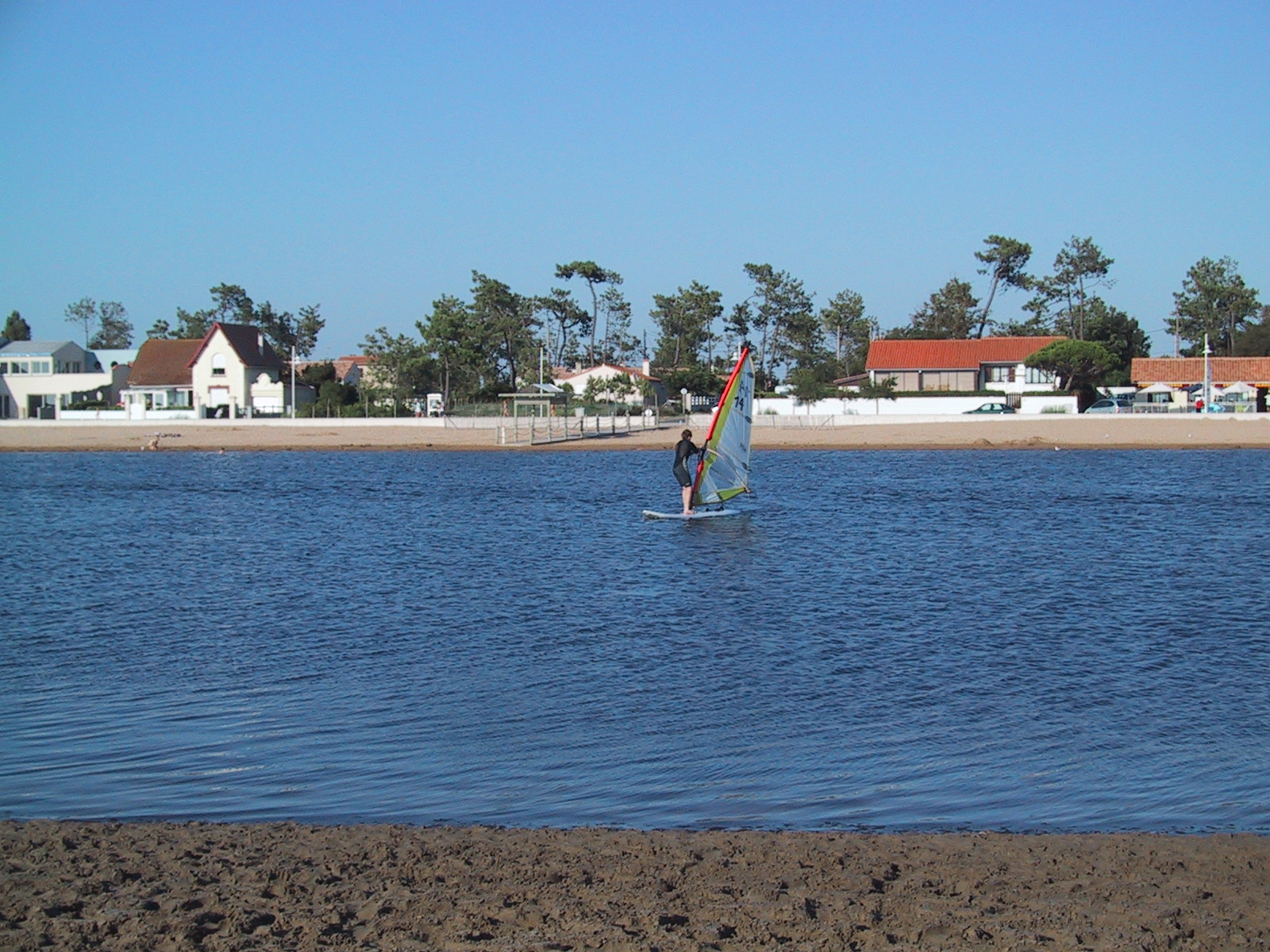
1980年代から整備されたマレンヌ・プラージュ地区

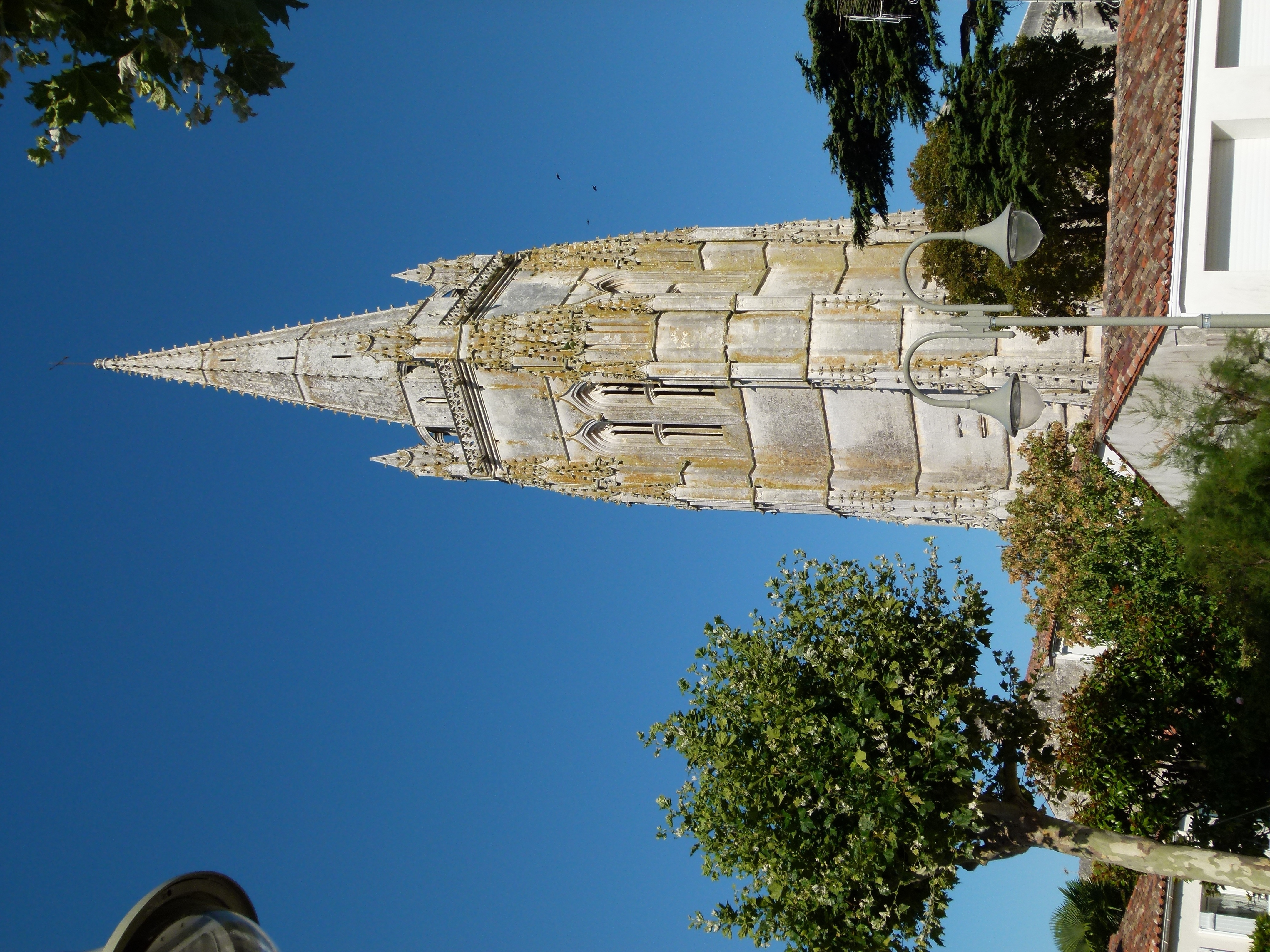
ゴシック様式のサン＝ピエール教会

県南部、大西洋に面したコミューンで、かつてのサントンジュに属する。
スードル川の河口右側で成長したまちで、カキの大生産地であるマレンヌ＝オレロン流域の名称で知られる。
コミューン領域の北部と南部は広大な湿地帯となっている。この湿地帯はかつて海に面した湾だったところで、何世紀にも渡って堆積して現在の姿となった。まちは最も標高が高くかつて半島であった場所を中心としている。

## 交通
まちは県第2の重要な交通網の軸となっている。マレンヌから県道4つが直接通じているのは、ロシュフォール、サント、ロワイヤン、ラ・トランブラード、そしてオレロン島である。19世紀に鉄道が敷かれたが、1970年代に廃止されている。

## 歴史
マレンヌ一帯の歴史は、テッラ・マリティメンシス（Terra maritimensis）がローマ人に占領されて始まった。ローマ人は西に伸びる石灰岩質の、細くて中央がわずかに高い半島のいずれかに定住した。この半島は2つの大きく深い湾に挟まれていた。南は現在河口となっているスードル湾、北はのちにブルアージュ湿地となるサントン湾である。
ローマの侵略者はまず海岸開発に関心を持ち、塩づくりをはじめた。中世半ばになって本当の重要性に気づき、カキのベッドの技術が導入された。
1047年、マレンヌはサン＝ピエール＝ド＝サール（Saint-Pierre-de-Sales）として初めて名が登場した。サントのダーム修道院への寄進を記した憲章では、マレンヌとは半島の名を意味し、まちの名はまちそのものを意味した。13世紀からサントンジュ領主は塩田の所有者となり、シャラントの海岸に大勢の塩田労働者を集めた。彼らが数世紀もの間地域経済を支配することとなった。
百年戦争ではマレンヌの土地はイングランド軍から繰り返し攻撃され、まちや教会を破壊された。
海上貿易が復活すると、サントンジュ沿岸有数の商品である塩は、次の世紀までマレンヌに富をもたらし続けた。
16世紀初頭のマレンヌは、塩の生産および新たに生まれたタラ漁で富を築いていた。マレンヌは塩税の反乱で乱れたものの、宗教改革の理念を受け入れ、その後のユグノー戦争を経験し、マレンヌのまちと住民を特徴付けた。
1563年、アンボワーズの和議によってマレンヌは平定されカトリック教徒の下に置かれた。ユグノー戦争後のマレンヌは廃墟から立ち上がり、塩の生産を優先させた。まちは身廊を台無しにされた教会の再建を行った。唯一鐘楼だけが戦争前から残っている。同時に、マレンヌのユグノーのコミュニティーはナントの勅令の利益を享受して、1600年にまちの中心に教会を建てた。
17世紀、カトリックが勢いを取り戻し、修道会がマレンヌに学校や修道院を建設した。ナントの勅令の廃止によって、都市や地方のユグノーたちは困難の時代を迎え、多くが屈辱と権利の剥奪を受けた。マレンヌのプロテスタント教会は1684年に廃止された。
18世紀から、マレンヌはサント、サン＝ジャン＝ダンジェリ、トルネ＝シャラントと並ぶサントンジュの都市となった。その富は塩の生産と、北ヨーロッパへの塩の海上輸送によるものであった。マレンヌの港はニューファウンドランド島へ向かうタラ漁のスードル川における拠点であった。マレンヌには王室の行政機能が置かれた。1702年にはサントンジュにおける海軍司令部が置かれた。マレンヌには美しい門を備えた豪奢な邸宅が建てられた。このすばらしい建築物は、貿易や王室の行政で富を集めた地元のブルジョワ階級の存在を物語っている。1749年には美しいゴトーディエール城が建てられた。
19世紀初め、ナポレオン1世によって小郡庁が置かれたマレンヌは、フランス第一帝政時代に確実に衰退していった。
フランス第二帝政時代、カキの養殖が最初の段階を踏んだ。養殖業は急速に地元経済の主流を占め、古くからある塩の湿地帯はカキ養殖場となった。1862年よりシャラント・スードル運河が稼動し始めた。運河がまちの整備を進め、最新の肥料工場を含む化学工場の設置が奨励された。フランス第三共和政時代にマレンヌは黄金時代を迎えた。まちの外観が大幅に変更された。同時期に軍の駐屯地がつくられた。

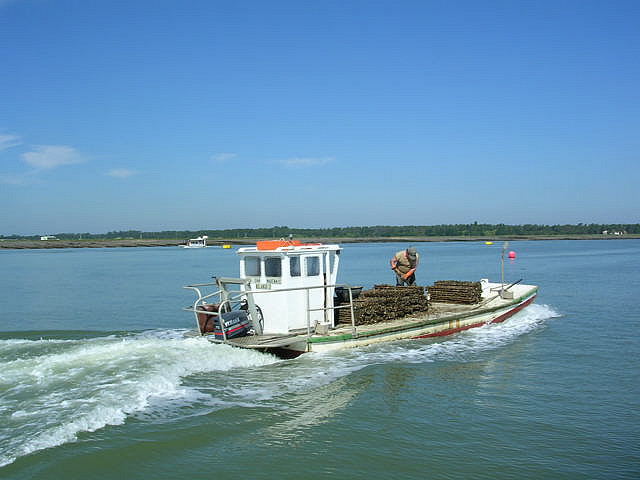
カキの運搬船

20世紀の1/3は困難の時代となった。1920年代、マレンヌ流域で最も生産されるヒラガキに病気が伝染し、深刻な影響を与えた。生産の抜本的な再建を図らねばならなくなった。しかしカキ養殖は、1868年よりシャラント海岸に導入されていたマガキによって存続された。サン＝ゴバン肥料工場の閉鎖は地域の別の栄枯盛衰を物語るものとなった。経済活動の衰退は人口停滞に現われた。
第二次世界大戦中、1940年6月から1944年9月までマレンヌはドイツ軍の占領下にあった。
1970年、カキの疫病がカキ業界に深刻な影響を与えた。ポルトガル種のカキが死んでいくために、新種の日本種のカキに順番に全て交換する必要に駆られたのである。カキの交換はすばやく行われたが、大勢のカキ養殖業者が廃業に追い込まれた。
1980年代以降、まちはカキ生産を維持しながら、経済の第三次産業への転換を奨励してきた。
2019年1月1日、イエール＝ブルアージュと合併し、コミューン・ヌーヴェル（fr。地方自治体改革の2010年12月16日施行の2010-1563法第21条による、合併によって新設されたコミューン）のマレンヌ＝イエール＝ブルアージュとなった。

## 人口統計
| 1962年 | 1968年 | 1975年 | 1982年 | 1990年 | 1999年 | 2006年 | 2009年 |
| ------ | ------ | ------ | ------ | ------ | ------ | ------ | ------ |
| 4345   | 4443   | 4214   | 4549   | 4634   | 4685   | 5237   | 5608   |

## 姉妹都市
- カラケット、カナダ